# Asambleas del Partido Republicano de 2008 en Kansas
Las asambleas republicanas de Kansas, 2008 fueron el 9 de febrero de 2008.
Fox News y CNN han proyectado que Mike Huckabee fue el ganador de las asambleas.

## Resultados
| Candidato     | Votos  | Porcentajes | Delegados |
| ------------- | ------ | ----------- | --------- |
| Mike Huckabee | 11,627 | 60.77%      | 33        |
| John McCain   | 4,587  | 23.97%      | 0         |
| Ron Paul      | 2,182  | 11.40%      | 0         |
| Mitt Romney   | 653    | 3.41%       | 0         |
| Uncommited    | 84     | 0.44%       | 0         |
| Total         | 19,133 | 100%        | 33        |